# Jakob III. von Eltz

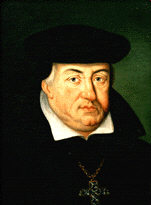
Jakob von Eltz

Jakob von Eltz, eigentlich Jakob von und zu Eltz, auch Jakob zu Eltz (* 1510 auf Burg Eltz bei Münstermaifeld; † 4. Juni 1581 in Trier), war von 1567 bis zu seinem Tode 1581 als Jakob III. (Jakob III. von Eltz) Kurfürst und Erzbischof von Trier. Seit 1576 hatte er als erster der Erzbischöfe zu Trier auch das Amt des Administrators (Fürstabt) der Reichsabtei Prüm inne.
Eltz war ein entschiedener Verfechter der Gegenreformation. Es gelang ihm auch, den jahrhundertelangen Kampf der Trierer Kurfürsten gegen die Bestrebungen der Bürgerschaft von Trier, den Status einer Freien Reichsstadt zu erlangen, für das Erzstift Trier zu entscheiden, indem 1580 durch kaiserliche Verfügung der Stadt die Selbstverwaltung genommen und ein kurfürstlicher Statthalter an ihre Spitze gesetzt wurde.

## Herkunft
Jakob zu Eltz wurde als Johann Jacob von und zu Eltz im Jahre 1510 auf dem Stammsitz der Familie Burg Eltz als zweiter Sohn von Johann V. von und zu Eltz und Maria von Breitbach geboren. Er stammte aus der Linie von „Eltz vom goldenen Löwen“ des moselländischen Adelsgeschlechts zu Eltz. Er hatte drei Brüder: Georg, den Erstgeborenen und Erbe der Burg Eltz, Johann Reichard, Erbe des Eltzer Hofs in Boppard und Wolfgang. Die Familie bestand in dieser Zeit aus den Linien der Edlen Herren von und zu Eltz und den Freiherrn von Eltz zu Rübenach. Sein Ururgroßvater Johann I. von und zu Eltz († 1480) war Landhofmeister unter den Erzbischöfen Jakob I. von Sierck (1439–1456) und Johann II. von Baden (1456–1503). In manchen Quellen wird er mit dem Doppelnamen „Johann Jacob“ bzw. „Johann“ geführt.

## Leben
Sein Werdegang begann 1523 mit seiner Aufnahme als Domizellar (Kanonikatsanwärter) in das Trierer Domkapitel. Es folgten Studien an den Universitäten Heidelberg, Löwen und Freiburg i. Br. für sechs Jahre in den Rechtswissenschaften und in Theologie. Am 15. September 1525 wurde er erst Domherr von Trier, stieg dann am 7. Dezember 1535 zum Domkapitular auf, am 30. Juni 1547 zum Domkantor und wenige Monate später am 13. Oktober zum Domdechant (Domdekan). Im Jahre 1550 erhielt der strenggläubige Katholik die Priesterweihe – als solcher zeigte er sich unter strikter Ablehnung der evangelischen Sache auf dem Reichstag zu Regensburg 1555 und beim Wormser Religionsgespräch von 1557 in seiner Eigenschaft als Abgesandter des Erzstifts. In der Funktion als Domdechant erwarb er umfassende Kenntnisse der kurstaatlichen Verwaltungsarbeit und machte entscheidende Erfahrungen in der Führung der Regierungsgeschäfte. Ab 1564 übernahm er auch für zwei Jahre das Rektorat der durch die seit 1560 in Trier wirkenden Jesuiten geprägten Universität Trier, an der er ebenfalls seine Haltung zum Katholizismus durchsetzte, indem er das Glaubensbekenntnis („Professio fidei Tridentinae“) von allen Professoren und Studenten 1565 gemäß der Bulle „Iniunctum nobis“ (lat. für „Uns aufgebürdet“) Pius’ IV. vom 13. November 1564. einforderte.
Nach dem Tod des Erzbischofes Johann VI. von der Leyen am 10. Februar 1567 in Koblenz wurde Jakob zu Eltz am 7. April 1567, ebenfalls in Koblenz, vom Domkapitel nach längerer Beratung auf Burg Ottenstein (seit dem 17. Jahrhundert abgegangene Burg) in Wittlich als Jakob III. zum Erzbischof von Trier gewählt. Wegen extremer Spannungen zwischen der Stadt Trier und dem Erzstift konnte die Wahl in der Landeshauptstadt Trier nicht stattfinden. Seine Wahl wurde seitens des Erzstiftes sehr begrüßt, das gesamte Erzbistum huldigte ihm, Trier ausgenommen. Eine seiner ersten Amtshandlungen war die Umsetzung des Einführungs- und Informationsprozesses der Beschlüsse des Trienter Konzil (15. Mai 1567) als erster der deutschen Bischöfe. Am 17. April 1569 erhielt Jakob III. zu Eltz in Koblenz durch die Bischöfe von Speyer, Lüttich und des Trierer Weihbischofs Gregor von Virneburg die Bischofsweihe. Aus den Händen Kaiser Maximilians II. erhielt er die Regalien als Kurfürst von Trier.

## Amtszeit

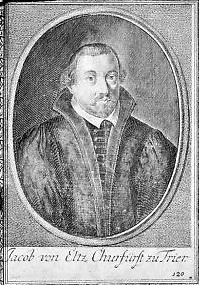
Erzbischof Jakob von Eltz

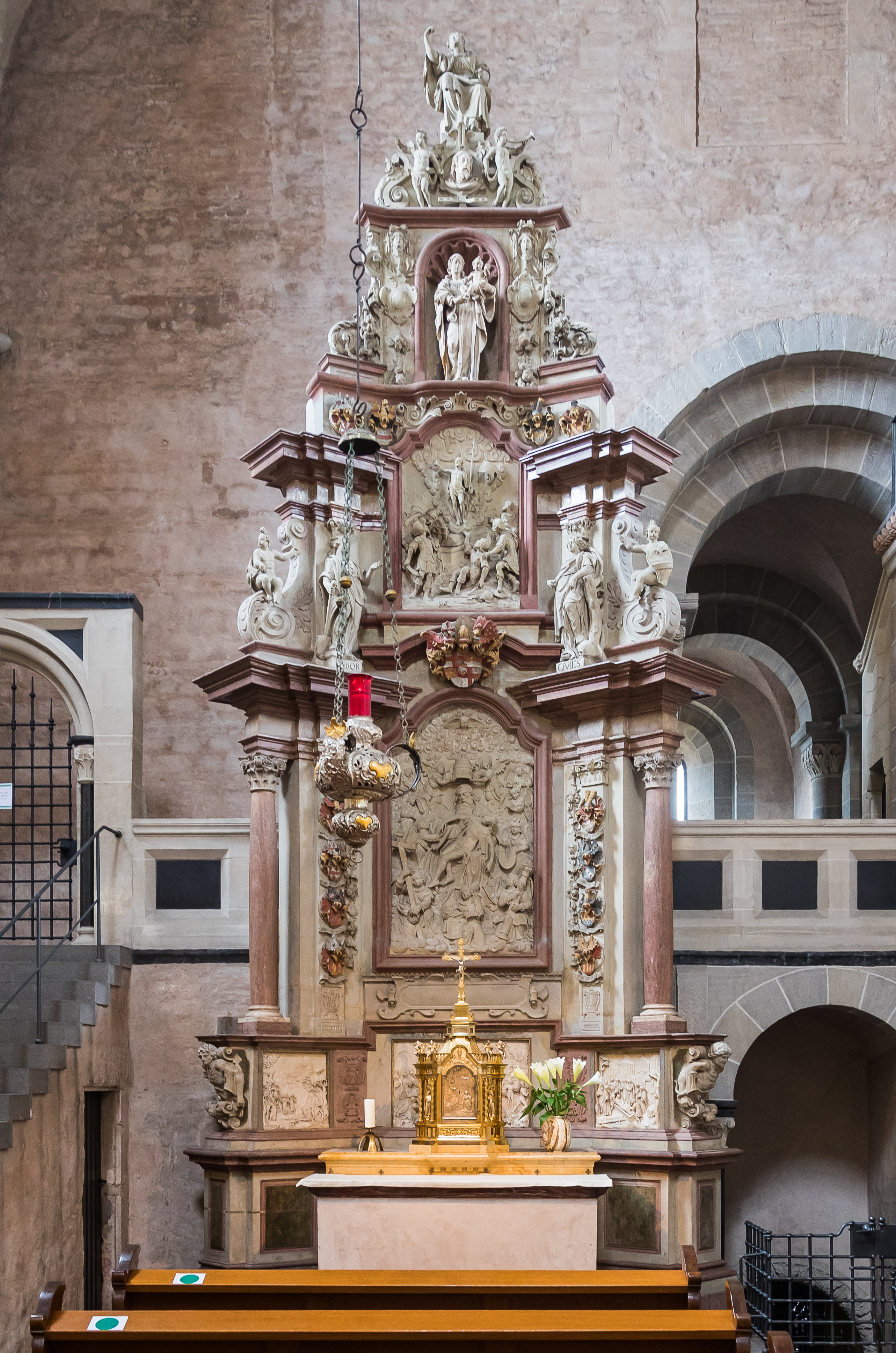
Dreifaltigkeitsaltar im Trierer Dom, Grabaltar des Erzbischofs Jakob von Eltz

Jakob III. zu Eltz war als strenggläubiger Katholik ein entschiedener Gegner der Reformation und ein großer Befürworter und Umsetzer der Gegenreformation und des gemäß dem Konzil von Trient ausgerichteten kirchlichen Reformwesen im Erzbistum, dessen Strukturen er festgelegte. Dazu erließ er eine Visitation des gesamten Erzbistums, förderte die Reformierung zahlreicher Klöster (wie das Kloster Laach (Abbatia ad Lacum), die heutige Abtei Maria Laach, deren Abt während der Regentschaft Jakobs III. von Eltz Johannes VI. von Cochem (Joh. Ricius 1568–1597) war) und unterstützte die Einsetzung reformfreudiger Geistlicher in Spitzenpositionen. 1580, am Ende seiner Regierungszeit, berief er den von ihm bereits in Trier geförderten Jesuitenorden 1580 nach Koblenz. Seine Regentschaftsform bewegte sich in Richtung eines so genannten „gemilderten geistlichen Absolutismus“. Sein erklärtes religiöses Hauptziel im Zeitalter der Reformation war es, mit allen ihm zur Verfügung stehenden Kräften die Erhaltung des katholischen Glaubens zumindest in seinem Einflussbereich durchzusetzen und die Reformation zurückzudrängen, was ihm bis auf die Grafschaft Saarbrücken gelang. Dort wurde die neue Konfession 1575 durch den neuen Landesherrn Graf Philipp III. von Nassau-Saarbrücken (1575–1602) eingeführt. Als besonderer kirchenpolitischen Erfolg ist unter seiner Regierungstätigkeit als Erzbischof und Landesfürst von Kurtrier die Verhinderung der Herauslösung eines eigenen Bistums Luxemburg zu werten, dazu die Eingliederung der alten Reichsabtei Prüm 1576 mit allen dazugehörigen Eifelgebieten in den Kurstaat Trier, ein territorialer Zuwachs und damit verbunden eine Erhaltungsmaßnahme des katholischen Glaubens in diesen Gebieten. Seitdem fungieren die Kurfürsten und Erzbischöfe von Trier als Administratoren der Abtei.
1570 gelang es dem Trierer Erzbischof Jakob III. von Eltz durch hohe Geldangebote den wiedischen Anteil im Kirchspiel, das von Wied nie beanspruchte Patronatsrecht, die Vogtei zu Rommersdorf und alle Rechte am Wülfersberger Gut bei Langendorf zu erwerben.
Die jahrzehntelang erhobenen Ansprüche der Abtei St. Maximin und der Stadt Trier auf Reichsunmittelbarkeit wurden 1570 und nochmals 1580 nach insgesamt 12-jährigem Prozess endgültig vom Reichskammergericht abgewiesen, das Urteil von Kaiser Rudolf II. am 12. März 1580 bestätigt. Am 23. Mai 1580 wurde der Stadtschlüssel an Kurfürst Jakob III. von Eltz übergeben, der im Zuge des Reichsurteils für Trier als eine der Landeshoheit des Kurfürsten bedingungslos unterstellte Stadt seine bis 1794 gültige, auf den Kurfürsten bzw. seinen Vertreter zugeschnittene Rechtsordnung und Stadtverfassung erwirkte. Sie trat am 13. Juni 1580 in Kraft und wurde nach ihm Constitutio Eltziana oder einfach Eltziana (Eltzer Verfassung) genannt. Die neue Stadtverfassung setzte einen kurfürstlichen Statthalter an die Spitze der bisher selbstverwalteten Stadt.
Es gelang ihm, die Territorialeinheit seines Kurstaates nicht nur zu bewahren, sondern auch um die Gebiete der Prümer Abtei zu vergrößern und seine Finanzen weitgehend zu sanieren. Der Gebietszuwachs war der letzte bedeutende in der Geschichte Kurtriers. Im Jahr seines Todes 1581 war das von ihm geförderte Trierer Jesuitenkolleg auf 73 Personen angewachsen. Im Laufe desselben Jahres lieferten die Streitigkeiten um die Reichsunmittelbarkeit von St. Maximin (der Anspruch der Äbte setzte sich noch bis 1669 fort) und der Stadt Trier, dazu die jahrelangen Missernten in diesem Gebiet seinerzeit einen Teilanlass für die einsetzenden massiven Hexenverfolgungen, die unter seinem Nachfolger zur traurigen Berühmtheit gelangten.
Jakob III., ein besonnener, gläubiger und sittlich einwandfreier Landesherr, der sich weniger als Kurfürst denn als der Vater seiner Untertanen und der Seelenhirte der Trierer Kirche sah, liegt in der Stätte seines geistigen Wirkens, in der Hohen Domkirche St. Peter zu Trier, dem Trierer St. Petersdom, beigesetzt. Seit 1597 schmückt seine Grabstätte der von Hans Ruprecht Hoffmann geschaffene und als kunstgeschichtlich bedeutsam geltende Dreifaltigkeitsaltar als Grabaltar.